# Steenbergen
Steenbergen es una ciudad y un municipio al oeste de la provincia de Brabante Septentrional en los Países Bajos. El 30 de abril de 2017 contaba con una población de 24.295 habitantes, con una superficie de 159,14 km ², de los que 12,48 km ² están ocupada por el agua, lo que supone una densidad de población de 166 h/km². Con su configuración actual el municipio existe desde el 1 de enero de 1997, cuando quedó constituido por la fusión de los antiguos municipios de Dinteloord en Prinsenland,  New Vossemeer y Steenbergen. El municipio consta de cinco núcleos de población: Dinteloord, Nieuw-Vossemeer, Kruisland, De Heen y Steenbergen, que ejerce de capital del municipio.

## Historia
Durante la guerra de los Ochenta Años, en su territorio se libró el 17 de junio de 1583 la batalla de Steenbergen que enfrentó a las tropas comandadas por Alejandro Farnesio, gobernador general de los Países Bajos Españoles, y una fuerza formada por tropas francesas, inglesas y neerlandesas que resultaron derrotadas. En septiembre de 1590, la ciudad sería tomada por el ejército de Mauricio de Nassau, quedando en poder de las Provincias Unidas, salvo por un breve periodo de tiempo en 1622 cuando fue conquistada por las tropas españolas.

## Galería de imágenes

Batalla de Steenebergen librada el 17 de junio del año 1583. Ilustración de Famiano Strada, Histoire de la guerre des Païs-Bas, 1727, t. III, pág. 375.
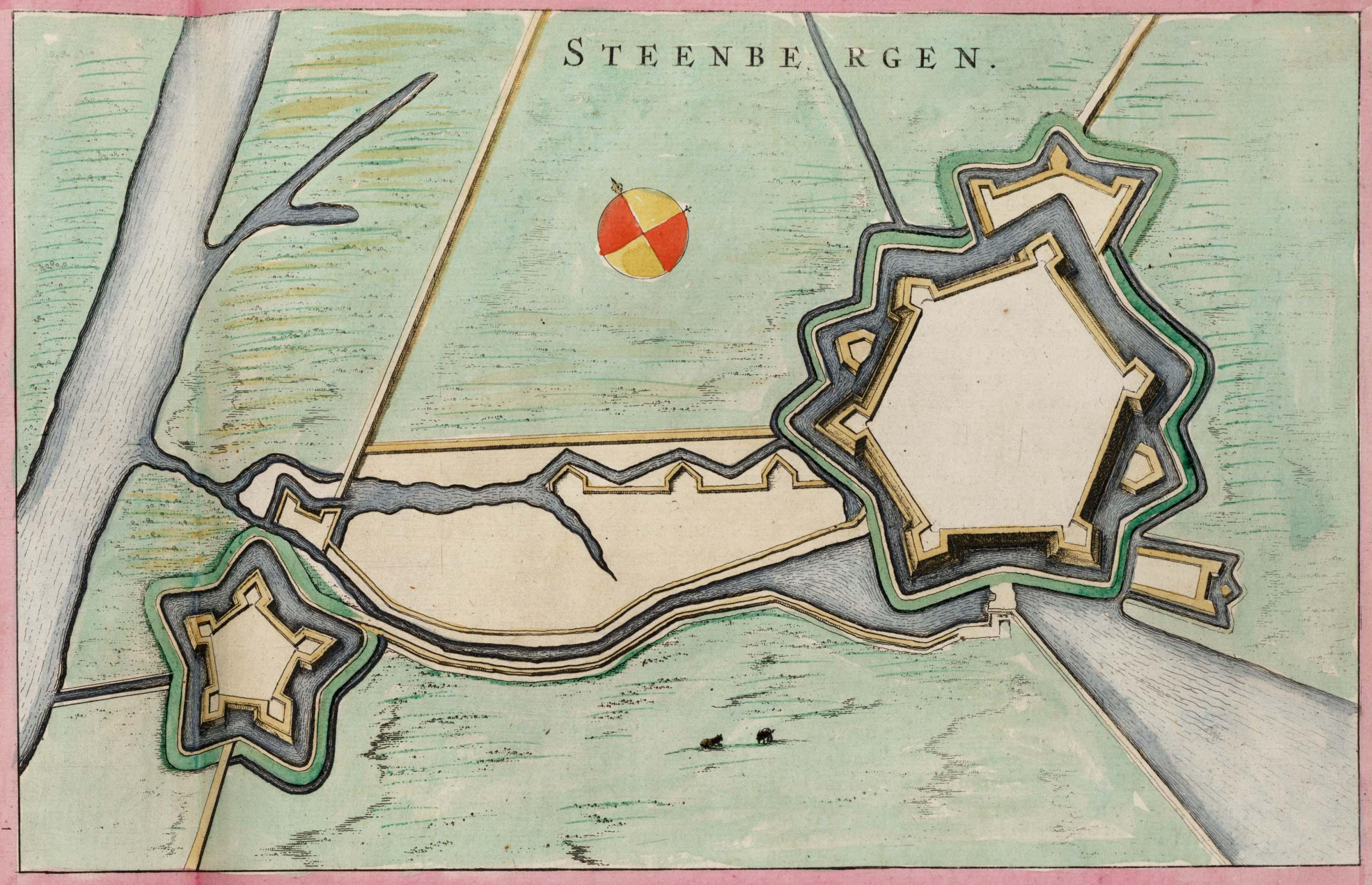
Planta de la primitiva fortaleza de Steenbergen, construida a comienzos del siglo XVII
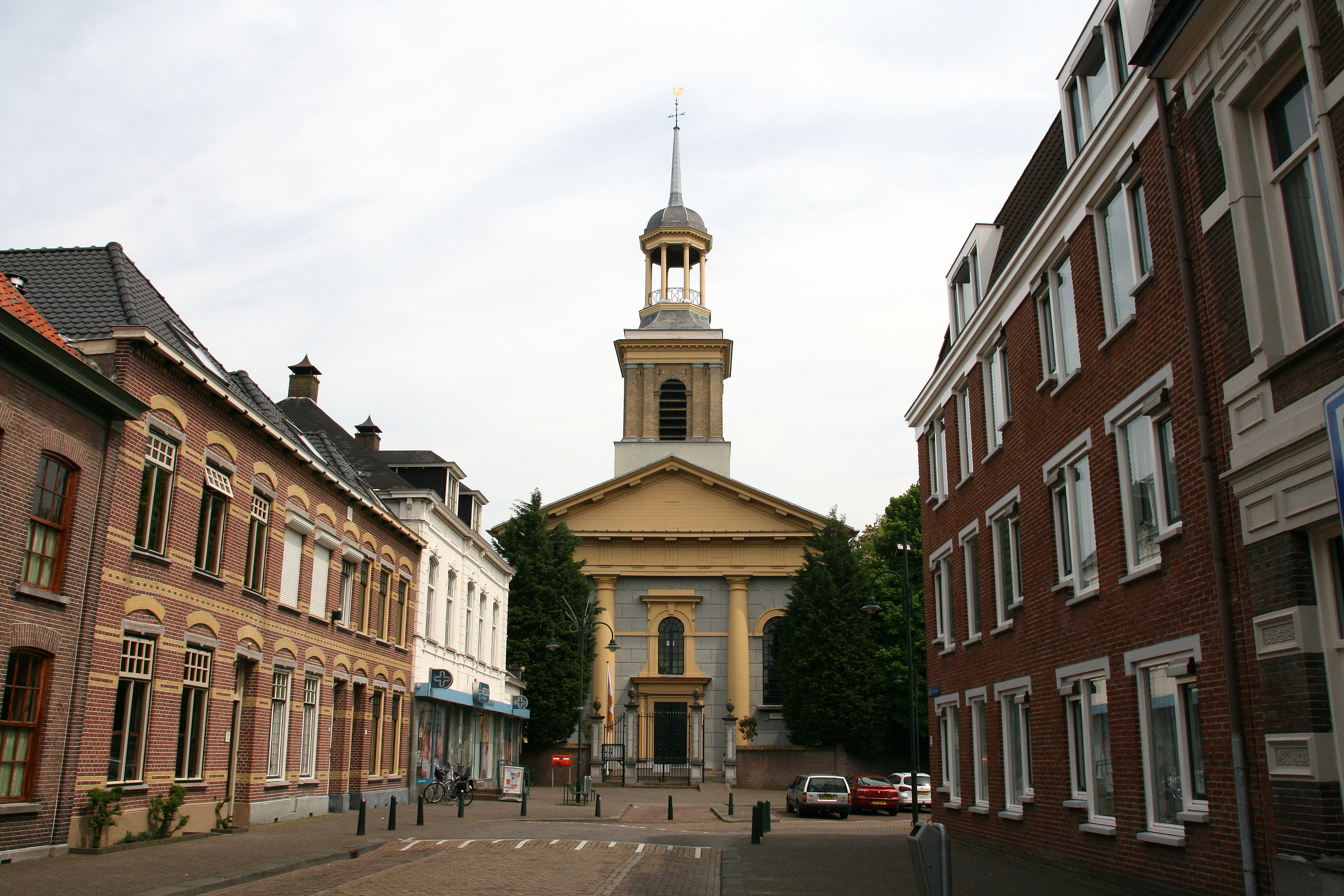
Witte kerk o iglesia blanca de la Iglesia reformada neerlandesa en Steenbergen.
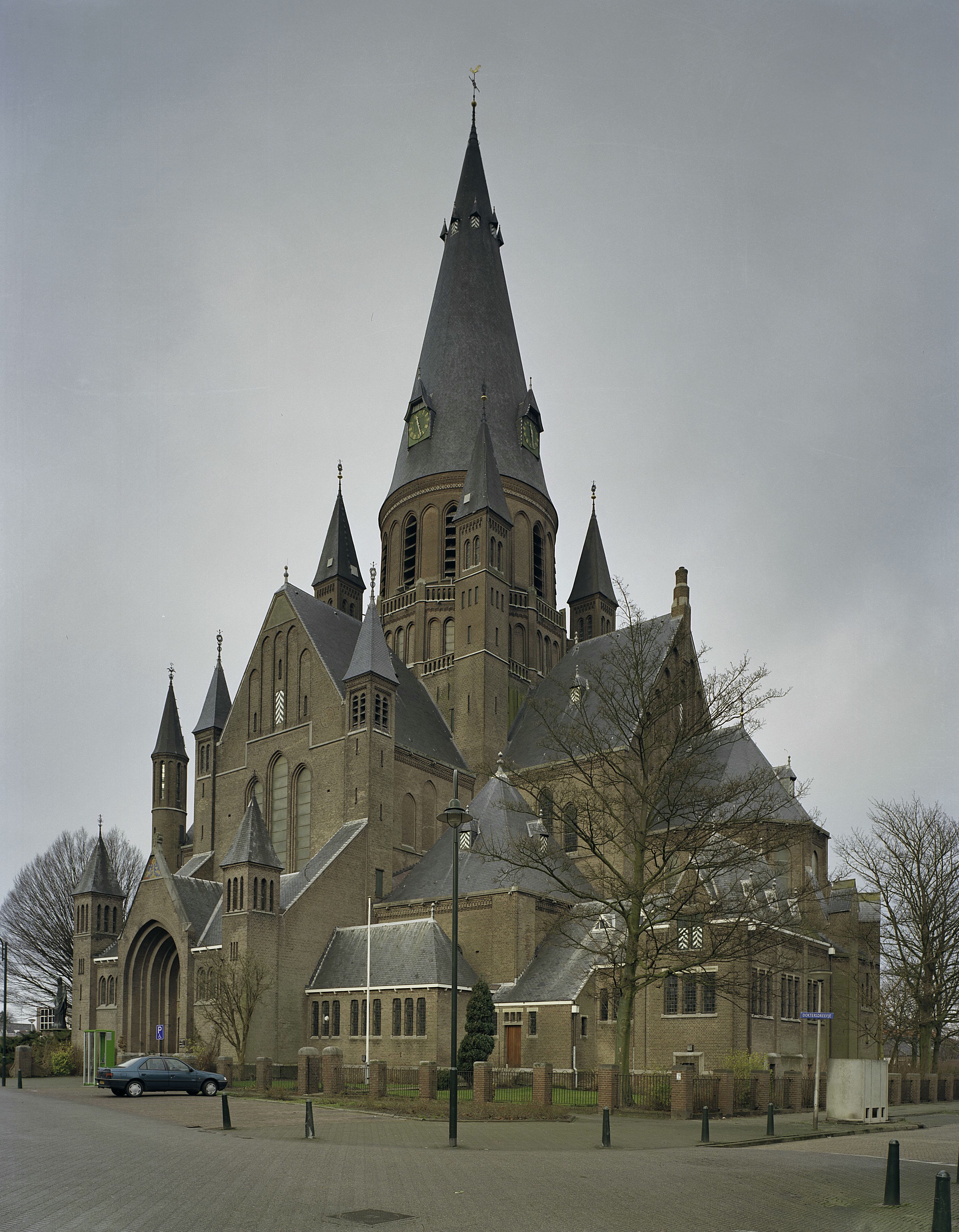
Sint Gummaruskerk, Steenbergen
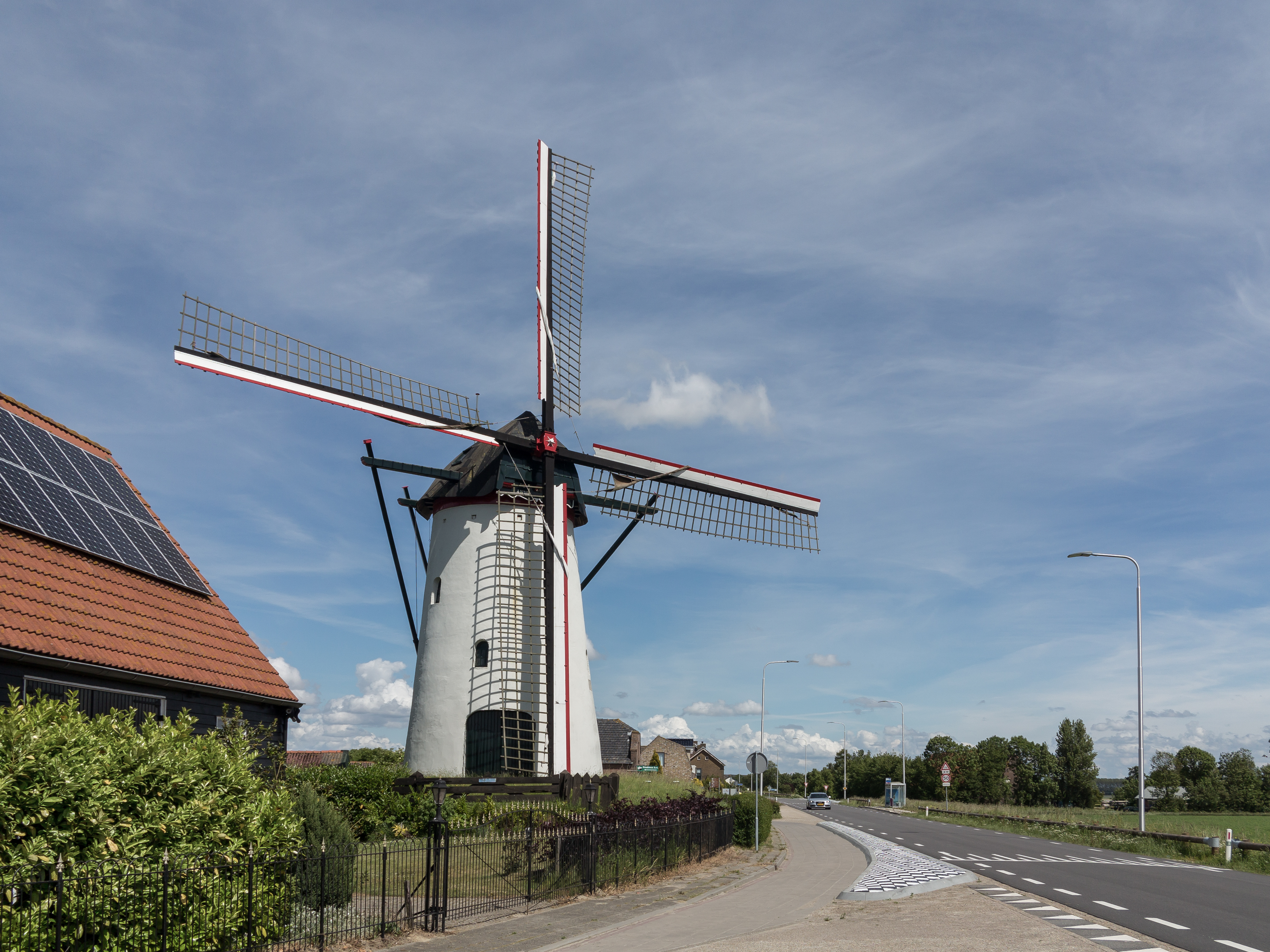
Heense Molen, el molino: el Heense Molen - molen de Vos
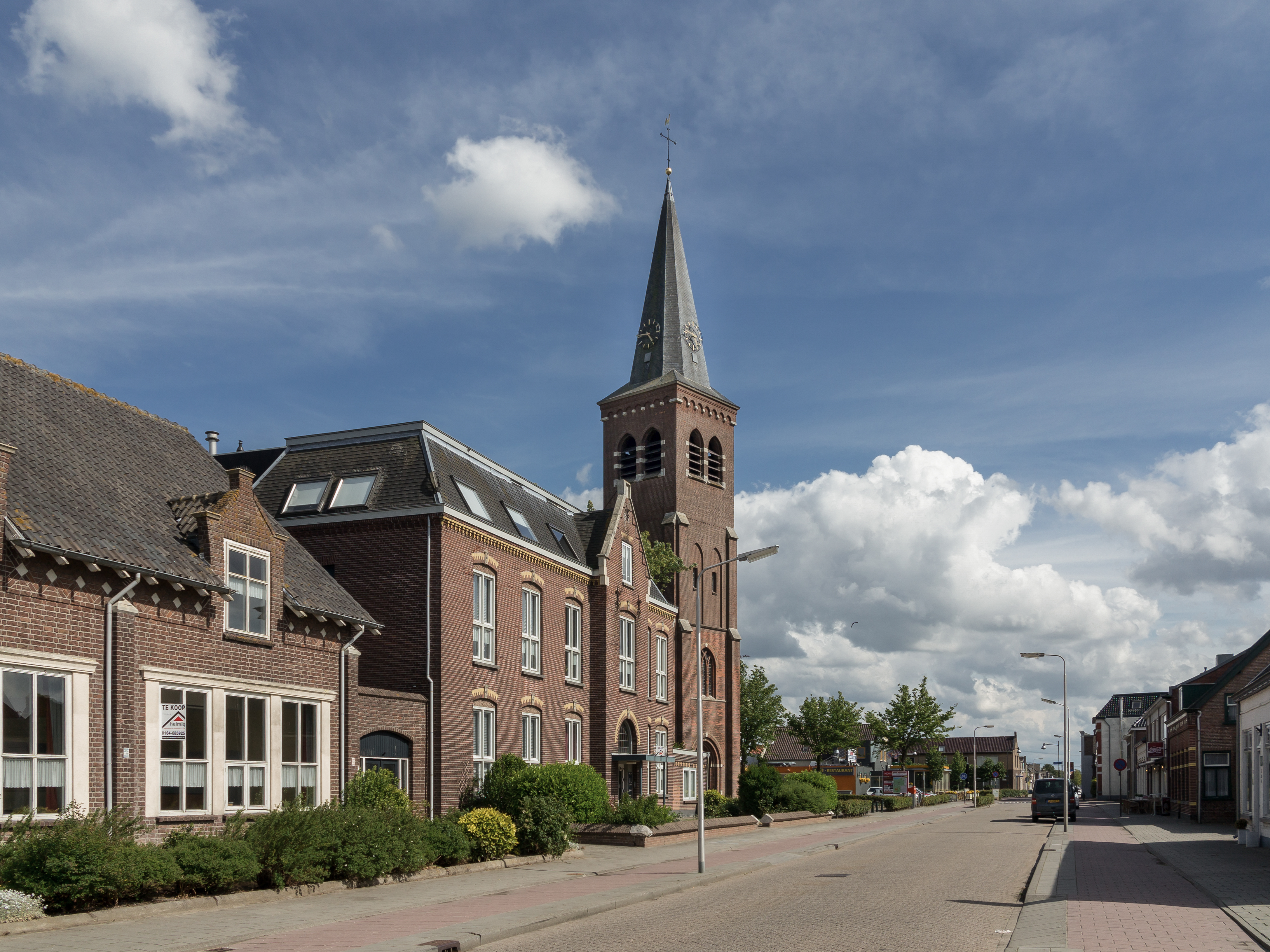
Kruisland, la iglesia (el Heilige Georgiuskerk) en la calle